# Unidad equivalente a álbum

La «unidad equivalente a álbum» utilizada por la Recording Industry Association of America y por la revista Billboard.

La «unidad equivalente a álbum» es una unidad de medida utilizada en la industria musical para definir el consumo de música, la cual se iguala a la compra de una copia de un álbum. Esta unidad contempla la descarga de canciones digitales y la reproducción a tiempo real, además de la venta de álbumes tradicionales.
La «unidad equivalente a álbum» fue introducida a mediados de los años 2010 como respuesta a la caída en las ventas de discos en el siglo XXI. Las ventas de álbumes se redujeron a menos de la mitad entre 1999 y 2009, declinando desde 14,6 a 6,3 millardos de dólares. Por ejemplo, los únicos álbumes certificados con Disco de Platino en los Estados Unidos durante el 2014 fueron la banda sonora de la película Frozen y 1989 de Taylor Swift.
El uso de la «unidad equivalente a álbum» revolucionó las listas de éxitos musicales, cambiando los rankings de «álbumes más vendidos» a «álbumes más populares». Entre 1994 y 2005, la Federación Internacional de la Industria Fonográfica contó tres singles físicos como el equivalente a una unidad de álbum en su informe anual Recording Industry in Numbers (RIN). Ha utilizado la «unidad equivalente a álbum» para definir el ganador de su premio Global Recording Artist of the Year desde el año 2013.